# John Wilmot

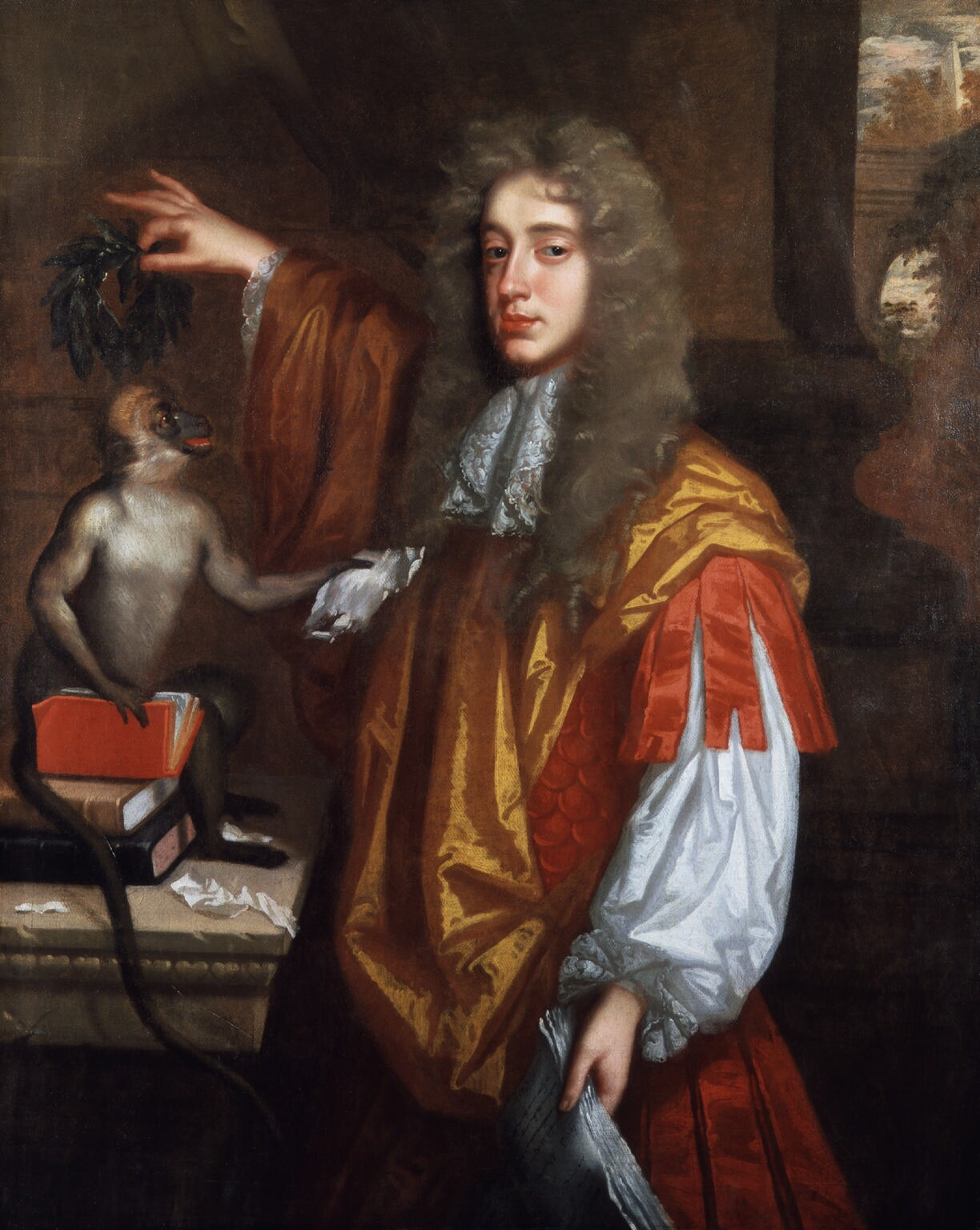
John Wilmot, detail van een portret in de National Portrait Gallery, olieverf op doek, ca. 1665-1670, schilder onbekend

John Wilmot, 2e graaf van Rochester (Ditchley, Oxfordshire, 1 april 1647 – 26 juli 1680) was een Engels libertijns schrijver van (soms scabreuze) liefdespoëzie en satirische gedichten. Hij wordt ook wel kortweg aangeduid als Rochester.
John Wilmot was een zoon van Henry Wilmot, burggraaf Wilmot, die Karel II in 1651 had helpen vluchten uit Engeland, en in ballingschap zijn steun en toeverlaat was, en daarvoor werd verheven tot 1e graaf van Rochester. John erfde de titel bij de dood van zijn vader in 1658. Op 12-jarige leeftijd ging hij naar het Wadham College van de Universiteit van Oxford, waar hij op slechts 14-jarige leeftijd zijn MA verkreeg. Vervolgens ondernam hij, onder begeleiding van een tutor, de grand tour door Frankrijk en Italië. In 1662 keerde hij terug naar Engeland en begaf zich naar het hof, waar hij vanwege zijn knappe voorkomen, humor en scherpe geest de gunst verwierf van Karel II. In 1665 verwierf hij de heldenstatus door zijn optreden tijdens de Slag in de Baai van Bergen in de Tweede Engels-Nederlandse Oorlog.
John Wilmot had zich echter al vroeg een nogal vrije levenswijze aangemeten en werd door zijn gedrag diverse malen van het hof verwijderd, maar steeds weer in genade aangenomen. Die levenswijze was overigens een aanslag op zijn fortuin en hij besloot de rijke erfgename Elizabeth Malet het hof te maken. Zij wees hem echter af, waarop hij haar op 28 mei 1665 schaakte, zoals op levendige wijze beschreven wordt in het dagboek van Samuel Pepys (zie externe link). De koning werd hierop zo kwaad dat hij hem liet opsluiten in de Tower of London. In 1667 stemde Elizabeth overigens alsnog in met een huwelijk. Dit maakte echter geen eind aan zijn escapades, getuige zijn diverse affaires, onder andere met de actrice Elizabeth Barry, met wie hij in 1677 een dochter kreeg. Hij wierp zich ook op als mecenas voor verschillende dichters en toneelschrijvers, onder wie John Dryden, die zijn Marriage-à-la-Mode aan hem opdroeg. Er ontstond ongenoegen met Lord Mulgrave, de latere hertog van Buckingham, een andere begunstiger van Dryden. Deze daagde hem uit tot een duel, waar Wilmot met een smoes (gezondheidsredenen) onderuit kwam. Hierop nam hij wraak op Dryden door hem door een groep mannen aan te laten vallen.
Op 33-jarige leeftijd liet zijn gezondheid hem inderdaad in de steek als gevolg van geslachtsziekten en overmatig alcoholgebruik. In het voorjaar van 1680 trok hij zich terug in zijn huis in Woodstock Park en leek daar uiteindelijk tot inkeer te komen. Hij liet bisschop Gilbert Burnet bij zich komen, die tot de slotsom kwam dat zijn berouw oprecht was, en twee dagen later overleed hij. Zijn zoon Charles, de 3e graaf, overleed in 1681, waarmee de titel verviel.
Werk van John Wilmot omvat onder andere:
- Against Marriage (ca. 1675)
- Fair Chloris in a pigsty lay
- Poems on several occasions (1680)
- The Imperfect Enjoyment
- A Ramble in St. James’s Park (1672)
- A Letter from Artemisia in Town to Chloe in the Country (1679)
- A Satyr against mankind (1679)
- Signior Dildo (1673)
- Upon Nothing (1679)